# 平嶋夏海 Run! Run! Run!
『平嶋夏海 Run! Run! Run!』（ひらじまなつみ ラン ラン ラン）は、エフエムナックファイブ（NACK5）で放送されていたラジオのバラエティ番組である。

## 番組概要
川口オートレースのイメージガールを務める平嶋夏海の冠番組。バイクの情報などを中心にエンタメ＆リラックスを届けていく。
Run・Ride・Radioの意味を込めて、SNSのハッシュタグは「#平嶋夏海RRR」としている。
平嶋が素敵と感じたメッセージを送ったリスナーにはステッカーをプレゼントしている。
2024年2月29日に平嶋のX（旧Twitter）ポストで番組終了が発表され、3月26日をもって終了した。

## コーナー
ふつおた
平嶋への質問、番組の感想、お悩みなどを募集している。
リクエスト
番組で流してほしい楽曲を募集するコーナー。
サービスエリア女王への道
リスナーおすすめのサービスエリア、そのグルメなどを募集している。
専門家に聞け!
バイクにまつわる質問を募集し、平嶋、またはゲストが答えていくコーナー。

## ゲスト
- 2023年6月27日、7月4日 - ノッチ[9]
- 2023年7月11日 - 泉田修佑[10]

## エピソード
- 番組でリスナーが紹介した埼玉県の名物・ゼリーフライを実際に食べに行った動画をYouTubeにアップしている[11]。